# Złącze kablowe (telekomunikacja)
Złącze kablowe (telekomunikacja) – miejsce na odcinku linii kablowej telekomunikacyjnej, w którym łączy się poszczególne żyły dwóch odcinków kablowych lub wtrąca się między te żyły określone elementy elektroniczne (np. kondensatory, cewki). Żyły łączy się ze sobą lub z elementami za pomocą lutowania, następnie odizolowuje się je od siebie, zalewa masą izolacyjną i umieszcza w szczelnej osłonie.
W liniach kablowych telekomunikacyjnych stosowane są następujące rodzaje złącz kablowych:
- złącze przelotowe proste – w którym łączy się dwa odcinki kabla, a łączenie żył w wiązkach i wiązek w kablu odbywa się zgodnie z ich oznaczeniem w profilu kabla (na wprost),
- złącze przelotowe schematowe – w którym łączy się dwa odcinki kabla, lecz łączenie żył w wiązkach i wiązek w kablu odbywa się według schematu opracowanego na podstawie wyników pomiarów sprzężeń elektromagnetycznych,
- złącze rozgałęźne – w którym wykonuje się połączenie odcinków kabli,
- złącze kondensatorowe – w którym między dwa odcinki kabla włącza się kondensatory dla wyrównania sprzężeń pojemnościowych,
- złącze rozdzielcze – w którym z jednego kabla odgałęzia się kilka odprowadzeniowych,
- złącze rzeczne lub morskie – złącze dwóch odcinków kabla rzecznego lub morskiego.

Do łączenia kabli opancerzonych, układanych bezpośrednio w ziemi stosuje się dodatkowo mufy żeliwne, w celu ochrony złącza przed uszkodzeniami mechanicznymi.